# Trypofobia
Trypofobia – nadmierny strach lub niepokój wywołany obrazem, składającym się ze skupiska niewielkich dziur lub otworów o nieregularnych kształtach. Termin pochodzi od połączenia greckich słów: trypo - wiercić, drążyć i fobos - lęk. 

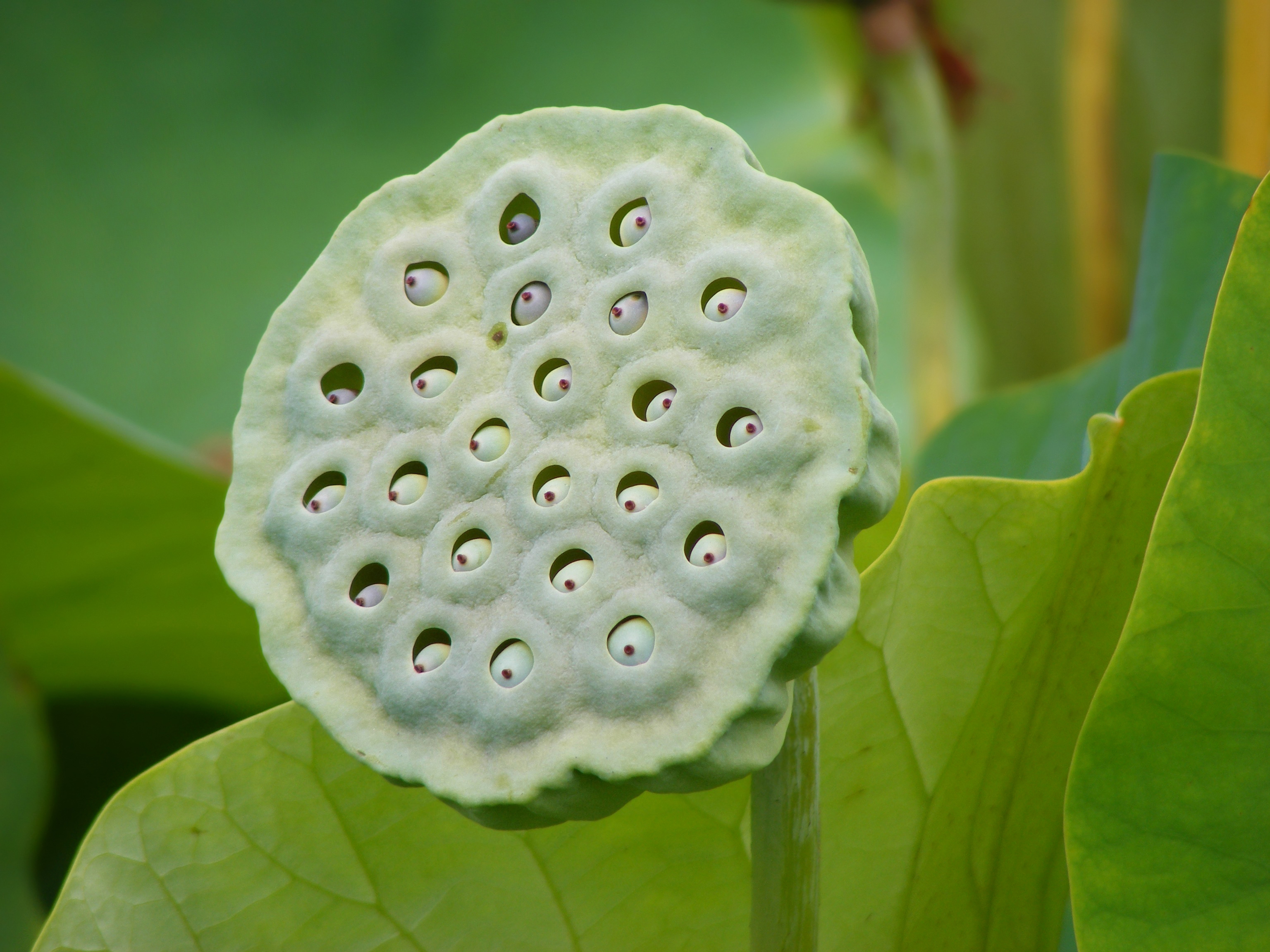
Otwory w lotosie mogące wywoływać dyskomfort.

Zjawisko nie zostało uznane za zaburzenie psychiczne i nie figuruje w Międzynarodowej Klasyfikacji Chorób i Problemów Zdrowotnych ICD-10 (ang. International Statistical Classification of Diseases and Related Health Problems). Ponadto trypofobia nie została zaliczona do odmian fobii przez APA (American Psychiatric Association).

## Historia badań
Trypofobia jest zjawiskiem opisanym stosunkowo niedawno, mało zbadanym i kontrowersyjnym naukowo. Po raz pierwszy wspomniano o nim w 1998 roku w artykule naukowym „Dziewczynka, która bała się dziur” (ang. "The little girl who was afraid of holes"). M. Rufo omówił w nim obserwację pacjentki, u której zaobserwowano trudne do opanowania ataki paniki, na widok skupiska nieregularnych otworów. 
W 2013 roku Cole and Wilkins przeprowadzali badania osób dorosłych, którym pokazywano obrazy podobne do tych, jakie wywołały ataki paniki u pacjentki M. Rufo. Nadmierny niepokój, związany z oglądaniem skupiska dziur, odczuwało 16% badanych.
W 2018 przebadano członków grupy utworzonej w portalu Facebook, która zrzeszała osoby deklarujące posiadanie trypofobii. Wyniki wskazywały na to, iż większość z nich odczuwa obrzydzenie (a nie strach) na widok skupiska otworów.

## Prawdopodobne przyczyny
Prawdopodobnej przyczyny nietypowej reakcji na skupiska niewielkich dziur upatruje się w podłożu ewolucyjnym. Strach przed skupiskiem otworów może być związany z chęcią uniknięcia jadowitych gadów, których skóra pokryta jest podobnym wzorem lub skojarzeniem z gniazdem potencjalnie niebezpiecznych owadów. Obrazy wywołujące niepokój mogą być efektem mechanizmu obronnego przeciw chorobom zakaźnym, gdyż przypominają zmiany skórne pojawiające się przy chorobach takich jak: odra, tyfus, czy szkarlatyna.

## Kontrowersje i wątpliwości naukowe
Termin „trypofobia” sugeruje, że wspomniane zjawisko należy do grupy fobii, choć nie zostało jako takie zakwalifikowane. Wedle badań z 2018 roku dominującym odczuciem, związanym z oglądaniem skupiska nieregularnych otworów nie jest strach a obrzydzenie. Jennifer Abbasi postawiła hipotezę, iż trypofobia jest wynikiem podatności na sugestię. Jej zdaniem liczba osób, które diagnozowały u siebie trypofobię, rosła w sposób proporcjonalny do popularności tak znanych obrazów trypofobicznych, udostępnianych przez użytkowników internetu.